# 北方村 (広島県)
北方村（きたがたむら）は、広島県豊田郡にあった村。現在の三原市の一部にあたる。

## 地理
- 河川：尾原川[1]、梨和川[2]、沼田川[3]

## 歴史
- 1889年（明治22年）4月1日、町村制の施行により、豊田郡下北方村、上北方村、善入寺村が発足[4]。
- 1951年（昭和26年）4月1日、上記3村が合併し、北方村を新設[5][6]。
- 1954年（昭和29年）11月3日、豊田郡本郷町、船木村、南方村と合併し、本郷町が存続して廃止された[5][6]。

### 地名の由来
沼田本荘梨子羽郷が鎌倉期に下地中分された北半分であるため。

## 産業
- 農業